# 岡島彩花
岡島 彩花（おかじま あやか、1997年〈平成9年〉5月18日 - ）は、日本のタレント、グラビアモデル、レースクイーンである。
東京都品川区出身。株式会社Holomua所属。立正大学付属立正中学校・高等学校を経て、立正大学経済学部経済学科卒業。

## 略歴
高校時代からブルースカイウォーカーズ（ビーチウォーカーズ・マネージメントグループ）に所属しモデルの仕事を始め、2016年のSUPER GTで「VivaC team TSUCHIYA」のレースクイーンに当たる『Vivacious GIRLS』の一員となりRQデビュー。19歳の若さで『日本レースクイーン大賞2016』新人部門ファイナリスト10名の中に入ったが、受賞はならず。同年11月29日には『2017ミス・ユニバース・ジャパン東京大会』に出場したが、代表入りはならなかった。
翌2017年も引き続きVivacious GIRLSを務める傍ら、『東京ガールズコレクション』などのショーにも出演。2018年からはつちやエンジニアリング→HOPPY team TSUICHIYAのRQに当たる『NICO girl』として活動。2022年と2023年はレースクイーン部長、2024年はTeamアンバサダー部長として相方の神宮沙紀をサポートしている。
2018年に行われた『e-Sports Queen League』では、ブルースカイウォーカーズとエヌウィードの共同チーム「Blue Weeds」の一員として参加。同年『ミスブライダルモデル2018』でグランプリを受賞。翌2019年9月17日にザ・リッツ・カールトン東京で行われた『第2回JFCAミス&ミスターコンテスト』では「Miss.イブニングドレス」に選出された。
2020年頃にブルースカイウォーカーズを退所しフリーで活動していたが、2024年7月13日、群馬県太田市に本社を置く『株式会社Holomua』に移籍したことを発表した。
2025年5月、自身のイベントにおいて「不適切な行為」があったことを報告。

## 人物・逸話
- 一人っ子である。両親に可愛がられて育ったため、FRIDAY（講談社）の『女子大生水着美女図鑑』の撮影時（2017年）は「スタジオまで父が車で送ってくれた」と述べている[雑誌 2]。
- 父親の影響で競艇に興味を持ち、2021年頃からはボートレース関連のYouTube生配信番組に出演[雑誌 5]。内山信二プロデュースによる競艇アイドルプロジェクト「ボレドル」にも参加していた[雑誌 5][19]。
- 愛称は「あやたん」[雑誌 1]だが、ボートレース尼崎『特命部長!永島』で共演する永島知洋からは「オカジー」と呼ばれている[1]。
- 好きな色は黒、白[雑誌 1]、ピンク[雑誌 4]。
- チャームポイントは脚と尻[雑誌 5]。
- 学生時代はフットサルサークルに入っていたが、先述のFRIDAYでは「サークルの幽霊部員だった」と述べている[雑誌 2]。
- ギャルズ・パラダイス『2021DVDスペシャル』のインタビューで「2021年限りでRQを卒業します」と宣言していたが[雑誌 5]、実際はTeam TSUCHIYAのRQ→アンバサダー部長としてチームに留まっている[12]。なお、2023年と2024年の東京オートサロンでは、東海林里咲と共に「TOM'S ATTENDANT」として出演[雑誌 3][20][21]。近藤みやびと木村理恵からバトンを受け継ぐ形で黒いTOM'Sコスを着用したが、TEAM TOM'S関連でRQを務めた経験は現時点で一度もない。
- 座右の銘は「まぁ、いいか」[14]。

## レースクイーン歴
| 年     | カテゴリー | クラス | チーム名                                | 他メンバー           | 備考・出典                   |
| ------ | ---------- | ------ | --------------------------------------- | -------------------- | ---------------------------- |
| 2016年 | SUPER GT   | 300    | VivaC team TSUCHIYA 「Vivacious Girls」 | 高家望愛・藤井みのり | [ 5 ] [ 7 ]                  |
| 2017年 | SUPER GT   | 300    | VivaC team TSUCHIYA 「Vivacious Girls」 | 高家望愛             | [ 9 ] [ 雑誌 1 ]             |
| 2018年 | SUPER GT   | 300    | つちやエンジニアリング 「NICO girl」    | 浅香ななみ           | [ 11 ]                       |
| 2019年 | SUPER GT   | 300    | つちやエンジニアリング 「NICO girl」    | 不在                 | [ 雑誌 4 ]                   |
| 2020年 | SUPER GT   | 300    | HOPPY team TSUCHIYA 「NICO girl」       | 新川永紗             | [ 注 3 ]                     |
| 2021年 | SUPER GT   | 300    | HOPPY team TSUCHIYA 「NICO girl」       | 新川永紗             | [ 23 ]                       |
| 2022年 | SUPER GT   | 300    | HOPPY team TSUCHIYA 「NICO girl」       | 神宮沙紀             | レースクイーン部長として活動 |
| 2023年 | SUPER GT   | 300    | HOPPY team TSUCHIYA 「NICO girl」       | 神宮沙紀             | レースクイーン部長として活動 |
| 2024年 | SUPER GT   | 300    | HOPPY team TSUCHIYA 「NICO girl」       | 神宮沙紀             | アンバサダー部長として活動   |

## 出演

### 動画配信
- ジャンバリ.TV 「ういちの放浪記」– 不定期出演[24]
- ボートレース宮島「ボートレースバラエティ・ブッちぎりィ!!」[25]
- ボートレース尼崎「尼崎特命部長!永島」[1]

### 舞台
- Sing Equally Under the Sky.（2015年11月11日 - 15日、横浜 O-site）[26]

### イベント
- ネッツトヨタ青森大試乗会 in ASPA（2016年9月17日 - 18日、青森スピードパーク）- 大山美保と共演[27]
- TOKYO GIRLS COLLECTION 2017A/W（2017年9月2日、さいたまスーパーアリーナ）[10]
- TGC TOYAMA 2018 by TOKYO GIRLS COLLECTION（2018年7月21日、富山市総合体育館）[28]
- TGC KUMAMOTO 2019 by TOKYO GIRLS COLLECTION（2019年4月20日、グランメッセ熊本）[29]
- MUSIC CIRCUS FUKUOKA 2019（2019年7月13日、福岡ドーム）- ファッションステージに出演[30]
- TOKYO GIRLS COLLECTION 2019A/W（2019年9月7日 - 8日、さいたまスーパーアリーナ）
- TGC KITAKYUSHU 2019 by TOKYO GIRLS COLLECTION（2019年10月5日、西日本総合展示場新館）[31]
- ASIA FASHION AWARD 2019 TAIPEI（2019年11月30日、中正記念堂 民主大道前）[32]
- 東京オートサロン2023・2024「TOM'S ATTENDANT」[20][21][雑誌 3]